# Slippery Slim's Stratagem
Slippery Slim's Stratagem è un cortometraggio muto del 1914 diretto da Roy Clements.

## Trama
Slippery Slim cerca di superare in astuzia i suoi rivali per riuscire a ottenere la mano di Sophie.

## Produzione
Il film fu prodotto dalla Essanay Film Manufacturing Company.

## Distribuzione
Distribuito dalla General Film Company, il film - un cortometraggio di una bobina - uscì nelle sale cinematografiche USA il 14 maggio 1914.